# Halasinakoppa, Sorab
Halasinakoppa là một làng thuộc tehsil Sorab, huyện Shimoga, bang Karnataka, Ấn Độ.